# Futur avion de ligne turbopropulsé Embraer
Le Futur avion de ligne turbopropulsé Embraer est un programme en développement, qui devrait être lancé commercialement en 2023, et recevoir son nom à cette occasion.

## Description
Le projet a été pour la première fois évoqué en 2019 mais sa définition a changé. Dans sa forme présentée en 2021, il s'agit d'un avion de ligne décliné en au moins deux longueurs de fuselage, avec une capacité allant de 70 à 100 places. La section du fuselage est celle des avions à réaction E-jet (Embraer 170 à Embraer 195), avec quatre sièges par rangée. Les turbopropulseurs sont placés à l'arrière, de part et d'autre du fuselage, une configuration fréquente sur des avions à réaction, mais inédite sur un avion à hélices. Ce choix fixé à l'été 2021 vise, principalement, à réduire le bruit dans la cabine.

## Commercialisation
Le projet doit être lancé définitivement en 2023 et entrer en service avant la fin de la décennie. En juillet 2022, Embraer annonce avoir reçu des lettres d'intention pour 250 exemplaires.